# Аракловон

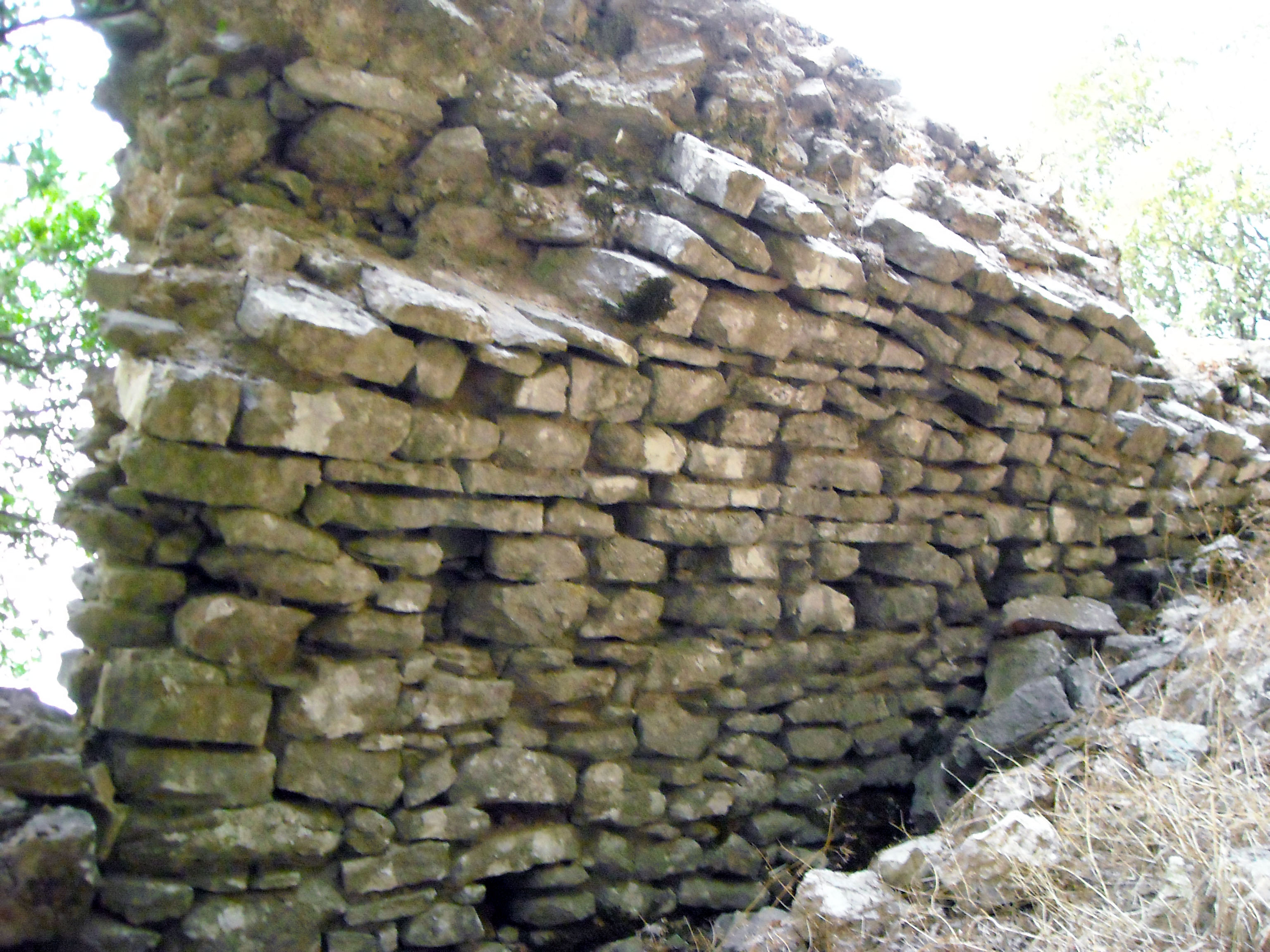
Вид стены Аракловона

Аракловон (греч. Ἀράκλοβον, фр. Bucelet) — византийский замок VIII века, расположен в юго-западной Греции. Находится при деревне Минфи, в районе Захаро, в западном Пелопоннесе. Маленький, но очень крепкий замок Аракловон был построен в труднодоступной горной местности на высоте 980 метров, в стратегически важном месте: с него открывался вид на единственный проход от Килини до Мессении и Аркадии.
Во время Четвёртого крестового похода, властителем замка и его региона был Доксапатрис Вуцарас. Крестоносцы вторглись в Морее (Пелопоннес) и, поняв важность замка, хотели завоевать его и присоединить к Ахейскому княжеству. Доксапатрис Вуцарас отказался сдаться  и организовал оборону.
В 1205 году армия крестоносцев под командованием Гийома де Шамплитта напала на замок. Однако в боях, которые проходили, гарнизон замка победил их. Осада длилась 9 лет, с большими потерями для рыцарей. Часто и гарнизон Аракловона нападал на них. В это времия все замки Мореи были завоеваны, за исключением Аракловона. В конце концов гарнизон Аракловона решил сдаться в 1213 году после смерти Доксапатриса Вуцараса.